# Щ-303
Щ-303 — советская дизель-электрическая торпедная подводная лодка времён Великой Отечественной войны, третья лодка первой советской серии средних ДПЛ (серия III типа «Щука»). При постройке лодка получила имя «Ёрш», входила в состав Краснознамённого Балтийского флота в течение всей Великой Отечественной войны.

## История
Лодка была заложена 5 февраля 1930 года на заводе № 189 «Балтийский завод» в Ленинграде под строительным номером 201, в присутствии начальника ВМС Муклевича, первым командиром стал В. М. Вавилов. 6 ноября 1931 года была спущена на воду, 15 ноября (иногда указывается 15 октября) 1933 года вступила в строй под командованием А. В. Витковского. 25 ноября включена в состав Морских сил Балтийского моря, именовалась как № 42 и «Ёрш».

## Служба
С 15 сентября 1934 года присвоено обозначение Щ-303. 25 марта 1935 года включена в состав 14-го дивизиона 1-й бригады подводных лодок, базировалась на Кронштадт. В 1938 году вместе со своим дивизионом перечислена в 4-ю (учебную) бригаду подводных лодок. В некоторых источниках указывается  , что в сентябре 1939 года именно Щ-303 потопила транспорт «Металлист», что послужило поводом для претензий к Эстонии и последовавшим присоединении её к СССР, однако на деле Щ-303 в это время оставалась в базе и участия в провокации не принимала.
С октября 1939 года проходила капитальный ремонт на Кронштадтском морском заводе. Именно в этот период, с февраля 1940 года, в командование вступил старший лейтенант И. В. Травкин. Начало войны лодка встретила при технической готовности 90 %. В июле 1941 года ремонт был закончен, 6 сентября Щ-303 зачислена в состав 3-го дивизиона подводных лодок. В сентябре-октябре совершила несколько переходов между Ленинградом и Кронштадтом, в кампанию 1941 года числилась небоеготовой из-за обучения сильно сменившегося экипажа и работ по замене аккумуляторной батареи.
Всего в годы Великой Отечественной войны совершила 5 боевых походов. Произвела 9 торпедных атак с выпуском 20 торпед. Повредила транспорт «Альдебаран» (7891 брт). Подтверждённых побед не имела.

### Первый поход
В ночь на 22 июня 1942 года Щ-303 под сильным артиллерийским обстрелом перешла из Ленинграда в Кронштадт, повреждений не имела. 4 июля вышла в боевой поход под командованием И. В. Травкина, обеспечивающим на борту в море вышел командир дивизиона капитан 2-го ранга Г. А. Гольдберг. 5 июля достигла Лавенсаари, 8 июля из-за невязки села на мель у маяка Родшер, самостоятельно снялась. В ночь на 10 июля обнаружена и атакована сторожевым катером противника, повреждений не имела. 11 июля, находясь к северу от Таллина, атакована двумя самолётами, получила лёгкие повреждения. 12 июля в позиции к юго-востоку от маяка Порккалан-Каллбода совершила свою первую торпедную атаку. Целью был одиночный транспорт, лесовоз водоизмещением 6-7 тысяч тонн, Щ-303 атаковала с дистанции 15 кабельтов двумя прямоидущими торпедами, через минуту раздался взрыв. Судно посчитали потопленным, данными противника эта атака не подтверждается, информации о названии судна нет. После атаки лодку весь день преследовали сторожевые катера, но Щ-303 сумела уйти безнаказанно.
15 июля, после форсирования минного заграждения «Насхорн» Щ-303 прибыла на позицию в район острова Утё. 19 июля одиночной торпедой атакован конвой из пяти транспортов и четырёх тральщиков. Стрельба велась с дистанции 25-35 кабельтов, ближе подойти было невозможно из-за мелководья. Вследствие большой дальности выстрела торпеда до цели не дошла.
20 июля атаковала конвой из двух транспортов в сопровождении двух тральщиков. Залпом из двух торпед с временным интервалом с дистанции 2,5 кабельтова был атакован транспорт 12 тысяч тонн. Через 18 и 22 секунды прозвучали взрывы. Цель, транспорт «Альдебаран» водоизмещением 7891 брт, был тяжело повреждён, однако сохранил ход 5 узлов и смог добраться до порта. Простоял в ремонте до 1944 года. Контратаковавшие тральщики сбросили 23 глубинные бомбы. От близких взрывов Щ-303 с заклиненными горизонтальными рулями ударилась о грунт и получила значительные повреждения. 22 июля лодка перешла к эстонскому побережью, к маяку Ристна. 23 июля последовательно обнаружила транспорт и отряд военных кораблей, но при попытке атаковать оказалось, что крышки носовых торпедных аппаратов заклинены. 26 июля Щ-303 получила разрешение возвращаться на базу. 1 августа прибыла в Нарвский залив, где ожидала встречи с кораблями эскорта. 6 августа получила приказ идти к Лавенсаари совместно с Щ-406 и не дожидаясь кораблей охранения. Всю ночь на 7 августа подвергалась атакам и преследованию кораблями противника. Следующей ночью достигла острова Лавенсаари, а утром 9 августа прибыла в Кронштадт.

### Второй поход
Вечером 1 октября 1942 года Щ-303 в обеспечении тральщиков и сторожевых катеров вышла в свой второй поход. Не доходя Лавенсаари из-за сильного тумана эскортные корабли бросили якоря, и лодка дальше шла одна. 7 октября закончила форсирование Финского залива, дважды касалась минрепов. 8 октября находилась у острова Готска-Сандён, 10 октября перешла к маяку Хувудшер. 11 октября дважды обнаруживала транспорты противника, идущие шхерными фарватерами, но отказывалась от атак. В течение дня 12 октября встретила четыре отдельно идущих транспорта, но в атаки не выходила из-за мелководья и невыгодных курсовых углов. 15-16 октября попала в шторм. Ночью 18 октября атаковала конвой из пяти транспортов и двух сторожевиков. Целью выбран транспорт 10-12 тысяч тонн, Щ-303 с дистанции 14 кабельтов выпустила из надводного положения две торпеды с временным интервалом. Через 96 секунд наблюдала большой взрыв, столб дыма и огня, чуть позже — взрыв второй торпеды. Противник потерь не подтверждает, лодка преследованию не подвергалась. 20 октября атаковала отдельно идущий транспорт водоизмещением 8 тысяч тонн. Из подводного положения с 12 кабельтов выпущены две торпеды, через две минуты слышали два взрыва.
2 ноября в условиях восьмибалльного шторма Щ-303 атаковала отдельно идущий транспорт. Выпущены две торпеды с 15 кабельтов, засчитан промах. 4 ноября атаковала конвой из двух транспортов и двух сторожевиков. По транспорту водоизмещением 15 тысяч тонн с 10 кабельтов выпущены три торпеды с временными интервалами. Слышали два взрыва, данных о потерях противника нет, преследования не было. 6 ноября сообщила на базу об израсходовании торпед, начала возвращение. 8-12 ноября форсировала Финский залив, 13 ноября прибыла в Кронштадт.
По итогам двух походов 1 марта 1943 Щ-303 получила звание «Гвардейская».

### Третий поход
7 мая — 11 июня 1943 года
С «Щ-303» связан единственный в своем роде случай дезертирства с подводной лодки, находящейся в боевом походе.
В мае 1943 года «Щ-303» находилась в боевом походе. В 15 часов 35 минут 21 мая на подлодке, находившейся в районе острова Вульф (Аэгна) обнаружили корабли противника. Вахтенный офицер Г.Н. Магрилов пошел доложить об этом командиру, а оставшийся один в центральном посту старшина группы трюмных машинистов гвардии главный старшина  Борис Андреевич Галкин (род. 15 сентября 1915 года, Москва) задраил переборочные двери, заперев экипаж, а дверь в выгородку радиостанции, где находились старшина радистов Алексеев и гидроакустик Мироненко, прижал ящиком. Затем подал в цистерны воздух высокого давления. Лодка всплыла. Галкин предложил по переговорной трубе командиру и экипажу сдаваться и, отдраив верхний рубочный люк выбрался на палубу, предварительно прихватив с собой в наволочке всю секретную документацию, хранившуюся на центральном посту. Выбравшись на палубу, водрузив белую простыню на стойку антенны, стал размахивать бушлатом над головой, привлекая к себе внимание находившихся примерно в 2 милях кораблям противника. Алексеев и Мироненко смогли открыть запертую переборочную дверь и экипаж подлодки произвёл экстренное погружение. Противолодочные катера противника подобрали из воды Галкина и произвели сбрасывание глубинных бомб по подлодке. Оторвавшись от преследования «Щ-303» легла на грунт и до 1 июня накапливала ресурсы на обратный путь. За это время с подводной лодки было отправлено три радиограммы, где докладывалось об обстановке и обстоятельствах похода, в ответ было получено разрешение на возвращение. Комиссар подлодки М.И. Цейшер был снят с должности и привлечён к партийной ответственности.
24.5.1943 Галкин был допрошен в отделении абвера «Ревель», Сохранился протокол допроса от 19.6.1943. Когда советские войска вступили в Германию, Галкин попал в руки советского правосудия.

### Четвертый поход
17 декабря 1944 — 4 января 1945. В торпедные атаки не выходила.

### Пятый поход
24 февраля — 25 марта 1945.

## Командиры
- гвардии капитан 3-го ранга Травкин И. В. (до 9 марта 1944)
- гвардии капитан 3-го ранга Ветчинкин В. В.
- гвардии капитан 3-го ранга Филов Н. А.
- гвардии капитан-лейтенант Игнатьев Е. А.